# Cincinnati, Lebanon and Northern Railway
Il Cincinnati, Lebanon e Northern Railway (CL&N) era una ferrovia locale per treni passeggeri e treni merci nella parte sud-occidentale dello stato americano dell'Ohio, che collegava Cincinnati a Dayton tramite Lebanon. Fu costruita alla fine del XIX secolo per offrire migliori servizi di trasporto alla città Lebanon e alla Contea di Warren. La ferrovia era localmente conosciuta come "Highland Route", poiché seguiva la dorsale tra i fiumi Little e Great Miami, ed era l'unica linea non interessata da alluvioni come la Grande Inondazione di Dayton del 1913.
La linea fu completata nel 1881 e la CL&N si formò nel 1885. La società subì numerosi fallimenti fino a quando la Pennsylvania Railroad ottenne il controllo nel 1896. CL&N continuò le sue operazioni fino al 1921 ed esistette fino al 1926, quando la società madre fuse insieme CL&N e altre società minori. Tranne che per diversi anni a metà del 1880, quando la linea era sotto il controllo della Toledo, Cincinnati e St. Louis Railroad a scartamento ridotto (914 mm), non era una linea principale, in parte a causa del suo ripido approccio al centro di Cincinnati. Per questo motivo, alcune parti della linea sono state abbandonate, a partire dal 1952 con un segmento a nord di Lebanon.
Il servizio passeggeri fu completamente eliminato nel 1934. Conrail, il successore della Pennsylvania Railroad, negli anni '80 vendette il tracciato rimanente alla Indiana and Ohio Railway, una linea corta ora di proprietà di RailAmerica. Tale compagnia continua a fornire servizi di trasporto locale sull'ex CL&N e la Lebanon Mason Monroe Railroad gestisce treni turistici su una parte della linea vicino a Lebanon.

## Storia

### Pianificazione e classificazione, 1850-1876
La città di Lebanon (Ohio), fondata nel 1802, fu scavalcata dal Canale di Miami-Erie nel 1830; il ramo del Canale della Contea di Warren a Lebanon fu distrutto da inondazioni nel 1848. La Little Miami Railroad (1846, in seguito una linea della Pennsylvania) e Cincinnati, Hamilton e Dayton Railroad (1851, in seguito una linea B&O) seguirono le valli dei fiumi Little e Great Miami (il canale M&E aveva usato quest'ultimo), scavalcando anche il altopiani su cui giaceva Lebanon. I residenti della città ottennero uno statuto legislativo nel marzo 1850 per la Cincinnati, Lebanon e Xenia Railroad (CL&X), che si estendeva da Cincinnati a nord-est attraverso Lebanon fino a Xenia. In quest'ultima città, i fondatori decisero che la connessione più probabile sarebbe stata la New York e Erie Railroad, che stava progettando di estendersi in Ohio. Quindi la linea è stata pianificata per usare lo scartamento largo (1,829 mm).

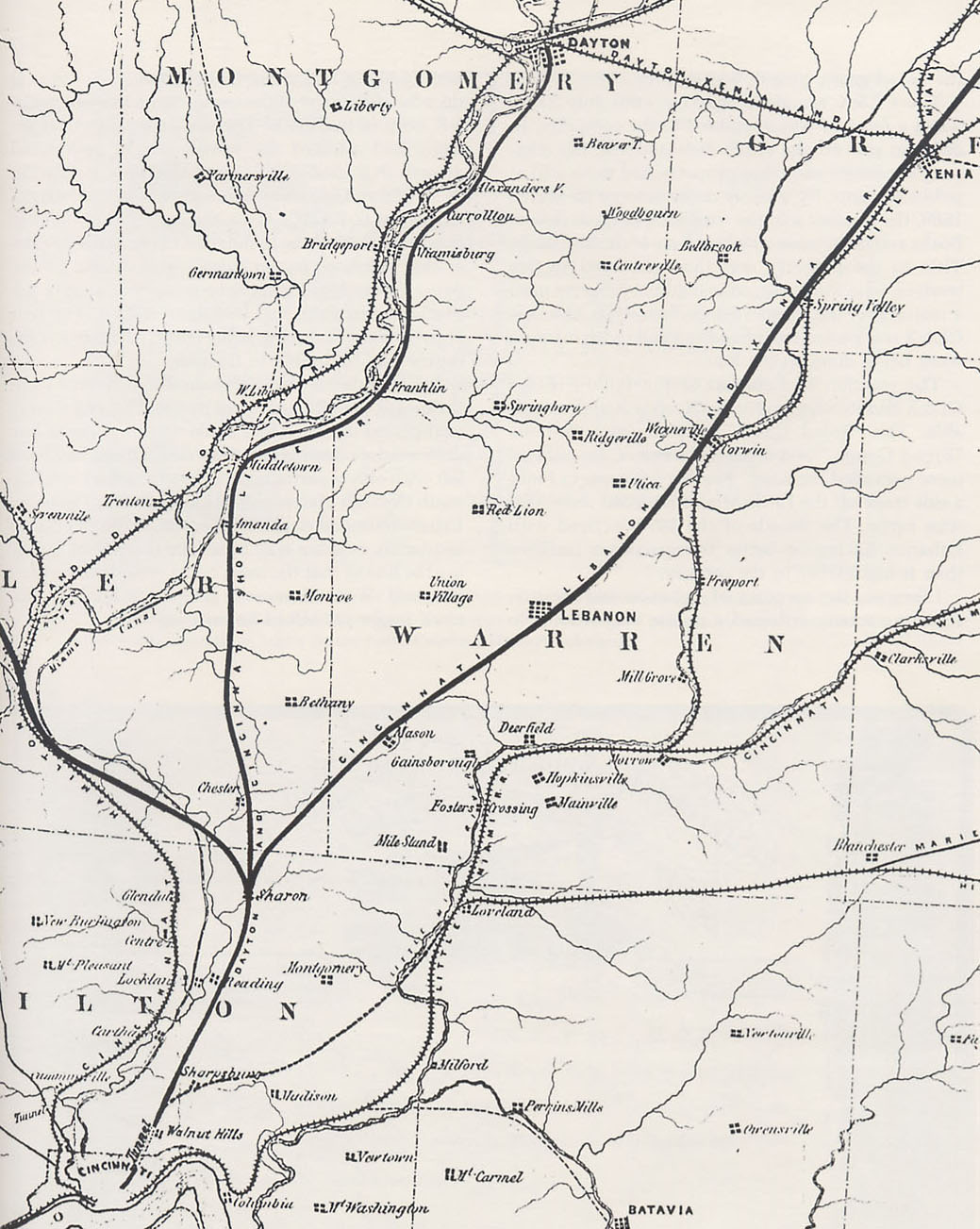
1854 mappa di D&C e CL&X

Per entrare nella città di Cincinnati, il CL&X si sarebbe unito alla ferrovia di Dayton e Cincinnati (D&C), che stava pianificando il Deer Creek Tunnel (lungo 3051 m) a doppio binario attraverso le Walnut Hills, a Sharonville (allora noto come Sharon). La costruzione del tunnel iniziò alla fine del 1852 e il CL&X redise finalmente lo statuto a novembre. Il CL&X si trovava sulla strada giusta e iniziò la costruzione intorno all'aprile 1853, ma fu costretto a interrompere i lavori entro la fine del 1855 a causa della mancanza di fondi. Solo la valutazione tra Sharon e il Lebanon, principalmente a nord di Mason, era stata completata. (Anche il progetto del tunnel fallì, e alla fine fu acquisito dalla CL&N.) Nel luglio 1861, i tribunali nominarono un liquidatore per la CL&X, che nel marzo 1869 vendette la ferrovia incompiuta, era costata 83885 $, a 40 residenti nell'area per 4000 $. Cinque fiduciari assicurarono che la proprietà non fosse venduta senza il consenso della maggioranza dei proprietari. Venti anni dopo la distruzione del suo accesso al canale, Lebanon era ancora privo di una connessione moderna con il mondo esterno e la sua economia continuava a ristagnare.
La moda del 1870 della ferrovia a scartamento ridotto, che era più economica di quella a scartamento normale da costruire e mantenere in opera (per bassi volumi di traffico), presentava una nuova possibilità. La Dayton e la South Eastern Railroad (D&SE, in seguito B&O) stavano pianificando una linea a scartamento ridotto dalle miniere della Contea di Jackson attraverso Xenia a Dayton e una filiale da Xenia attraverso Lebanon che si sarebbe collegata ai mercati di Cincinnati. I redattori del quotidiano locale, The Western Star, incoraggiarono i cittadini a sostenere il progetto e ad assumere un ruolo più attivo organizzando una compagnia ferroviaria di proprietà locale per garantirne il completamento. Gli editoriali paragonarono la situazione alla favola di Esopo di Eracle e il carrettiere, dove Ercole dice a un carrettiere bloccato che non l'aiuterà se il carrettiere stesso non è disposto ad aiutarlo. Nel novembre 1874, i residenti di Lebanon e l'area circostante organizzarono la ferrovia a scartamento ridotto Miami Valley Narrow Gauge (ribattezzata Miami Valley Railway nell'ottobre 1876), che avrebbe completato la CL&X incompiuta come una filiale della D&SE.
Le lente sottoscrizioni delle azioni ritardarono il rilevamento fino al giugno 1875, quando una linea era situata tra Xenia e la Marietta e la Cincinnati Railroad (M&C, in seguito una linea B&amp;O ) a ovest di Norwood. I proprietari di immobili nei villaggi di Norwood e Pleasant Ridge, desiderosi di sviluppare la loro terra come periferia, avanzarono una proposta per spostare la linea ad est attraverso la loro terra in cambio del diritto di libero passaggio, costruire una linea a vapore con Norwood e delle linee di carrozze trainate da cavalli con Walnut Hills, che avrebbero fornito ai passeggeri della Miami Valley un ingresso più diretto al centro di Cincinnati rispetto alla tortuosa M&C. Tuttavia, ad agosto, fu suggerito un percorso ancora più diretto a sud di Norwood, attraverso la selvaggia Deer Creek Valley, con la quale la Miami Valley poteva ottenere il proprio accesso a Cincinnati. Dopo aver imposto pesanti restrizioni, che avrebbero richiesto la costruzione di numerosi ponti a cavalletti e un tunnel, il Consiglio Comunale di Cincinnati ha concesso la via di passaggio attraverso la valle, incluso Eden Park, alla compagnia ferroviaria. I proprietari del vecchio CL&X lo vendettero nell'aprile del 1876 per 8000 $ in azioni della nuova società e la maggior parte dei terreni fuori Cincinnati furono acquistati entro quell'estate. La Miami Valley decise nel maggio 1876 di costruire solo a nord di Waynesville, un villaggio a sud-ovest di Xenia, dove il progetto della Waynesville, Port William e Jeffersonville Railroad e della Jeffersonville, Mt. Sterling e Columbus Railroad si estenderebbero a Columbus, attraversando la D&SE a Octa . (Il primo completò gran parte della sua linea, ma la abbandonò nel 1887; il secondo riuscì a classificarne solo una parte. )

### Costruzione e prime operazioni, 1876-1885
Il presidente Seth S. Haines di Waynesville ha aperto i battenti a Eden Park il 1º settembre 1876, anche se la maggior parte dei primi lavori è stato fatto al di fuori di Cincinnati. La società continuò a essere afflitta dalla mancanza di fondi e, nonostante il completamento del tratto tra Norwood e Waynesville entro un anno, il lavoro presto rallentò e si fermò alla fine del 1878. L'appaltatore John B. Benedict ha intentato causa a dicembre per violazione del contratto, sostenendo che non era stato pagato in modo adeguato. Durante il processo sono emersi due fatti imbarazzanti: Haines e Benedict avevano firmato un "contratto segreto" che conferiva a Haines una parte delle obbligazioni pagate a Benedict e il prezzo della linea a sud di Norwood era stato gonfiato artificialmente in modo che il collegamento tra Cincinnati e Eastern Railway (C&E, in seguito una linea N&W ) sarebbe costato di più per i diritti di localizzazione a Cincinnati. Tuttavia, fu il mancato pagamento degli interessi sulle obbligazioni che costrinse la Miami Valley ad essere messa in amministrazione controllata a gennaio e pignorata a marzo 1880. Era passato un altro decennio e a Lebanon mancava ancora una ferrovia.
La Toledo, Delphos e Burlington Railroad (TD&B), un'azienda in crescita con un sistema a scartamento ridotto con radici nella città di Delfi, avrebbe finalmente dato a Lebanon la sua linea ferroviaria. Insieme a un gruppo di investitori suburbani di Cincinnati, il TD&B ha acquistato il lotto incompiuto alla vendita di pignoramento per 61000 $ e ha incorporato il Cincinnati Northern Railway come suo successore l'8 giugno 1880. (Il TD&B acquisirà anche la Dayton and South Eastern nel febbraio 1881. ) Inizialmente i residenti di TD&B e di Cincinnati condividevano equamente le azioni e la gestione, ma presto questo è stato modificato in modo che la prima parte controllasse tutte le azioni per facilitarne il consolidamento futuro, e la seconda avrebbe gestito localmente la rete. Dato che il TD&B era in fase di costruzione a Dayton da nord, è stato deciso che la nuova società non avrebbe usato il percorso fino a Waynesville. Invece, il TD&B avrebbe costruito un collegamento dal D&SE in un punto che chiamavano Lebanon Junction, ora all'interno di Dayton vicino all'intersezione di Woodman e Rainier Drives, con il piccolo villaggio di Dodds . Lì sarebbe iniziato il Cincinnati Northern, seguendo la rotta della Miami Valley attraverso Lebanon fino a Cincinnati. La costruzione riprese alla fine del 1880 e procedette rapidamente grazie ai finanziamenti dei capitalisti dell'Ohio e del nordest . Le operazioni di treni misti tra Lebanon e Norwood, dove si potevano stabilire collegamenti con l'M & C, iniziarono il 30 maggio 1881 e il 5 settembre la linea fu aperta a sud con un collegamento di tram a Oak Street, appena a nord del tunnel. Il servizio fu esteso attraverso il tunnel fino all'entrata dell'Eden Park il 12 gennaio 1882 e il 13 febbraio un deposito temporaneo a Cincinnati aprì appena a nord di Court Street. Con il completamento della filiale del TD & B da Lebanon Junction a Dodds nel dicembre 1881, la linea Cincinnati-Dayton fu finalmente completata; Il carbone della Contea di Jackson fu spedito per la prima volta nel febbraio 1882. Due rami brevi alla periferia di Montgomery e Avondale — quest'ultimo costruito separatamente come Spring Grove, Avondale e Cincinnati Railway (SGA e C) — aprirono rispettivamente il 14 novembre 1881 e il 1 luglio 1882. Le operazioni di C&E verso Court Street iniziarono nell'aprile 1882, usando la Cincinnati Northern a sud di un incrocio a Idlewild, e in ottobre la Cincinnati Northern posò i binari di fronte a quella strada nel suo deposito permanente all'angolo sud-est dell'incrocio di Broadway Street.

Toledo, Cincinnati e St. Louis Railroad, dal 1884, attraverso gli stati dell'Illinois, dell'Indiana e dell'Ohio

Il TD&B assorbì la sua filiale, Toledo, Cincinnati e St. Louis Railroad (TC & StL), nel marzo 1882, e prese il nome come più descrittivo del sistema in crescita, che sperava di entrare a far parte di una rete nazionale a scartamento ridotto che si estende da sud-ovest al Città del Messico. Un anno dopo, nel maggio 1883, la Cincinnati Northern e la SGA & C furono consolidate nella TC & StL. Tuttavia, il tracciato TC & StL è stato costruito a buon mercato, con scarso drenaggio e poca massicciata. Mentre il Cincinnati Northern era stato costruito secondo standard migliori, la linea di collegamento tra Lebanon Junction e Dodds era altrettanto malandata. Le strutture e le attrezzature inadeguate, nonché le difficoltà di interscambiare l'equipaggiamento a scartamento ridotto con quello a scartamento normale, hanno contribuito alla sua entrata in amministrazione controllata nell'agosto 1883. Il TC & StL aveva sei divisioni in quel momento. Quattro delle cinque divisioni TC & StL a sud di Delphos furono vendute all'asta ai loro obbligazionisti nel giugno 1884 e presto furono organizzate società separate per tre di queste: la Dayton e Toledo Railroad, Dayton e Ironton Railroad e Iron Railway (precedentemente denominata Iron Railroad dai curatori della TC & StL). La linea Toledo-St. Louis fu venduta nel dicembre 1885 e riorganizzata come Toledo, St. Louis e Kansas City Railroad, comunemente nota come Clover Leaf Route. A luglio, George Hafer di Avondale ha sostituito William J. Craig di Toledo come curatore della Divisione Nord di Cincinnati, consentendole di riprendersi dalla manutenzione differita di Craig. Hafer ha ottenuto un contratto di locazione a breve termine dai fiduciari della linea Dodds-Lebanon Junction (ufficialmente la divisione di Cincinnati), consentendo l'accesso continuo a Dayton. Alla fine, il 27 giugno 1885, la Divisione Nord di Cincinnati fu venduta per 200000 $ ai suoi obbligazionisti, che incorporarono la Cincinnati, Lebanon and Northern Railway, con Hafer come presidente, il 14 luglio e trasferirono le operazioni il 1 agosto 1885. Il movimento a scartamento ridotto degli anni 1870 era fallito e tutte le linee ex TC e StL furono convertite in scartamento standard entro i successivi dieci anni.
Il CL&N di recente organizzazione gestiva inizialmente una linea principale da Court Street a Cincinnati fino a Dayton, affittando il tracciato da Dodds a Lebanon Junction dai fiduciari della divisione Cincinnati ed i diritti di transito sulla ferrovia Dayton - Ironton (la vecchia linea D&SE a scartamento ridotto ) a Dayton. Quest'ultima è stata convertita a scartamento normale nell'aprile 1887 e il servizio CL&N fu ridotto a Dodds, poiché le operazioni a nord di lì erano inutili anche quando era in grado di raggiungere Dayton. (La linea da Lebanon a Dodds fu noleggiata nel 1892 alla compagnia organizzata per operare a nord di Dodds.) Le operazioni di Avondale Branch furono interrotte nell'agosto 1889, a causa della concorrenza della più economica Funivia Auburn . Sotto la guida di Hafer, nel dicembre 1885 furono aperti nuovi depositi passeggeri e merci sul lato nord di Court Street. In preparazione per la conversione in scartamento normale, la CL&N ha sostituito le rotaie ed i ponti, compreso un ponte a cavalletto diritto nella Deer Creek Valley, completato nel gennaio 1889, al posto di una vecchia struttura curva a scartamento ridotto. Le prime rotaie a scartamento normale furono posate nell'agosto del 1889 come parte di una configurazione a doppio scartamento nel sud di Idlewild, quando l'Ohio and North Western Railroad (O&NW, successore della C&E), che aveva convertito la sua linea a scartamento standard, spostò i suoi treni dalla Little Miami Railroad (sistema della Pennsylvania Railroad) alla CL&N. Diversi mesi dopo, fu posata una terza ferrovia a nord-est di Norwood, permettendo all'O&NW di collegarsi con la ferrovia sud-occidentale di Baltimora e dell'Ohio (successore dell'M & C). Dopo aver apportato ulteriori miglioramenti all'allineamento, la società completò la conversione della linea principale a Lebanon in scartamento standard il 16 settembre 1894, sebbene, fino a quando non acquisì un set completo di attrezzature a scartamento standard, gran parte del servizio pendolare verso Blue Ash continuò per usare le rotaie a scartamento ridotto.

Sistema ferroviario di Cincinnati, Jackson e Mackinaw dal 1897

Nel corso dell'indipendenza di CL&N, varie grandi aziende cercarono di acquisirla, principalmente per la preziosa proprietà del terminal di Court Street. La voce più persistente era che la Cincinnati, Jackson e Mackinaw Railroad (CJ&M, in seguito una linea di New York ) avrebbero acquistato il CL&N come ingresso a Cincinnati. Il CJ&M aveva costruito a sud dal Michigan a Carlisle, nell'Ohio nel 1887, e inizialmente aveva acquisito i diritti di transito sul CH&D per raggiungere Cincinnati. I negoziati tra CL&N e CJ&M convinsero CH&D che quest'ultimo era in grado di diventare un forte concorrente, nonostante il suo scarso stato finanziario, e CH&D tentò di acquisire la CJ&M nel 1892. Ma la CL&N ha fermato il consolidamento sulla base delle leggi dell'Ohio che proibiscono tali pratiche anticoncorrenziali e la CJ&M ha continuato a considerare la CL&N come una possibile parte della sua linea. Dopo che la conversione della CL & N in scartamento standard fu completata nel 1894, la CJ&M ottenne i diritti di transito della CL&N in Court Street, iniziando il servizio il 27 gennaio 1896 attraverso un'estensione da Carlisle a Franklin, Cleveland, Cincinnati, Chicago e St. Louis Railway a Middletown, e la Middletown e la Cincinnati Railroad recentemente aperte alla CL&N di Hageman . Il CJ&M ha anche acquisito il progetto Deer Creek Tunnel, dormiente da tempo, nel tentativo di costruire il proprio percorso verso la città, stanco di occuparsi di Hafer e del CL&N. La Pennsylvania Railroad, proprietaria della Little Miami Railroad, che era stata costruita ad est di Lebanon negli anni 1840, entrò nei negoziati nel 1896 per proteggere i suoi interessi nell'area di Cincinnati e in marzo (attraverso la Pennsylvania Company) acquisì la maggior parte delle azioni della CL&N. I funzionari della Pennsylvania assunsero la direzione a maggio e nel 1902 la CL&N acquistò la proprietà del tunnel e alcune proprietà terminali vicino a Court Street dalla Cincinnati Northern Railroad, successore della CJ&M, che era diventata parte delle Big Four e aveva terminato il suo uso della CL&N nel 1901.
Come parte del sistema della Pennsylvania, la CL&N continuò a gestire la propria proprietà (che includeva la linea a nord di Dodds dopo il 1914) fino al 1 ° gennaio 1921, quando fu affittata alla Pennsylvania. A partire dalla fine del 1918, la Commissione Interstatale del Commercio classificò la CL&N come una ferrovia di Classe I, il che significa che guadagnava almeno 1 milione di dollari all'anno di entrate operative. (Questa designazione fu abbandonata nel 1921 quando fu noleggiato il CL&N.) Tuttavia, il reddito operativo netto, i ricavi meno i costi, che erano costantemente saliti dagli anni 1890, hanno iniziato a diminuire nel 1916, diventando un deficit nel 1920. Successivamente, a partire dal 1 ° gennaio 1926, la Pennsylvania fonde la CL&N con diverse altre piccole aziende: Cleveland, Akron e Cincinnati Railway, Manufacturers Railway, Pennsylvania-Detroit Railroad e Toledo, Columbus e Ohio River Railroad — per creare la Pennsylvania, Ohio e Detroit Railroad, una consociata non operativa . Tale società fu fusa con la Connecting Railway, in precedenza un breve collegamento a Filadelfia, nel 1956 e il suo locatario si fuse con la New York Central Railroad nel 1968 per formare la Penn Central Transportation.

### Altre linee, 1889–1915
I 27,29 km di linea a nord di Dodds, costruita dal TD&B per collegare la Cincinnati Northern alla D&SE a Lebanon Junction, fu venduta separatamente alla vendita di pignoramento del giugno 1884, ai suoi obbligazionisti di prima ipoteca per 20000 $. Inizialmente gestito in locazione da CL&N, il servizio fu interrotto nell'aprile 1887 quando l'ex D&SE fu convertito da scartamento ridotto a normale. Con la sparizione della sua connessione a nord e nessuna fonte di entrata sulla linea, non ci sono stati profitti nel gestire la linea. Tuttavia, presto verrà creata una di queste fonti, quando l'uomo d'affari locale Henry Lewis decise di acquistare le vicine cave di "calcare di Dayton" a Centerville . Comprò la linea ferroviaria abbandonata dai fiduciari degli obbligazionisti per 40000 $ nel dicembre 1888 e nel gennaio 1889 fondò la Dayton, Lebanon and Cincinnati Railroad (DL&C).
Furono progettate estensioni su entrambe le estremità, a nord verso il centro di Dayton e a sud con una connessione a scartamento normale. Lewis finì di convertire le linea a scartamento ridotto a scartamento normale nel gennaio 1891, e inizialmente lo affittò alla Dayton, Fort Wayne e Chicago Railway, successore della D&SE. Prese in affitto nel 1890 e successivamente acquistò terreni a Dayton per il terminal proposto, e all'inizio del 1892 acquisì le cave di Centerville, dando alla linea la sua fonte di traffico. La DL&C acquistò la linea da Lewis nel marzo 1892 per 189000 $ in azioni, e in giugno acquistò un contratto di locazione sulla linea di 8,88 km della CL&N tra Dodds e Lebanon. Dopo aver convertito il tracciato in scartamento normale, la DL&C iniziò le operazioni a Lebanon alla fine di dicembre 1892. Tuttavia, non fu in grado di negoziare i diritti di localizzazione con la Cincinnati, Dayton e Ironton Railroad (l'ultimo nome per l'ex D & SE), e operò solo a nord verso Lebanon Junction, dove i passeggeri potevano trasferirsi sui treni di quella compagnia a Dayton. Per tutta la sua vita, la DL&C ha gareggiato con la CL&N ove possibile; per esempio, il CL&N pubblicizzava (insieme alla ferrovia Middletown e Cincinnati e Big Four) un percorso più veloce tra Lebanon e Dayton via Hageman e Middletown.

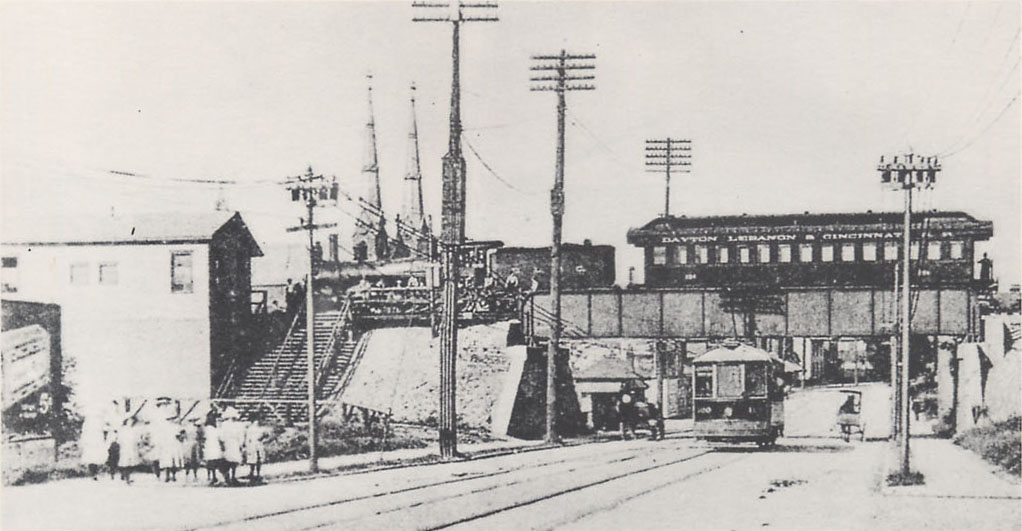
Treno DL&C a Washington Street, 1912

Lewis morì nel 1893 e nel decennio successivo la DL&C non costruì nuove linee. Tuttavia, un gruppo di investitori acquistò la società, compresa la proprietà del terminal di Dayton, nel 1901 per 250000 $ dagli eredi di Lewis. Il primo segmento della linea nel centro di Dayton fu completato alla fine del 1902, ramificandosi dalla linea principale di Hempstead e terminando a Lambeth, sede del Dayton State Hospital. Incapace di ottenere un franchising da Dayton, ancora non redditizio, la DL&C entrò in amministrazione controllata nel gennaio 1905 e fu venduta a pignoramento nell'aprile 1907 e riorganizzata a maggio come Dayton, Lebanon and Cincinnati Railroad and Terminal Company .  Gli obbligazionisti che avevano organizzato la nuova società riuscirono a ottenere il franchising e vendettero il titolo a un nuovo gruppo di investitori nel gennaio 1909. La costruzione è stata riavviata ad aprile e a novembre la filiale ha raggiunto l'incrocio tra Brown e Caldwell Street e l'impianto della National Cash Register . Alla fine, dopo aver completato i tagli e i riempimenti richiesti lungo la riva est del Great Miami River, il DL&C aprì la sua nuova linea principale nel 1912, da un deposito passeggeri sul lato nord di Washington Street a diversi isolati a sud e ad ovest della stazione principale della città. Un deposito merci era situato appena a nord, in Eaker Street, e appena oltre c'era una linea di interscambio (non parte della linea originale) che la collegava con la ferrovia di Cincinnati, Hamilton e Dayton (sistema B&O) e, attraverso quella linea, Pittsburgh, Cincinnati, Chicago e St. Louis Railway (Panhandle Route, parte del sistema della Pennsylvania).
L'altra linea acquisita alla fine dalla CL&N era la Middletown and Cincinnati Railway (M&C, da non confondere con la Marietta and Cincinnati Railroad discusse in precedenza). Paul J. Sorg, proprietario di una fabbrica di tabacco a est di Middletown, non era soddisfatto del servizio fornito dalla Cincinnati, Hamilton e Dayton Railroad (allora indipendenti) e Cincinnati and Springfield Railway (sistema Big Four), entrambi i quali aggiravano il centro città. Sorg e soci incorporarono l'M&C all'inizio del 1890 e ispezionarono i 22,90 km da Middletown, che si trovava nella valle del Great Miami River, a sud-est, fino a un punto che sarebbe noto come Middletown Junction sulla Little Miami Railroad (sistema della Pennsylvania). La costruzione della maggior parte del percorso, che attraversò il CL&N a Hageman, fu completata entro settembre 1891 e un ponte a traliccio lungo 111 m sul fiume Little Miami venne aperto all'inizio del 1892, collegando la linea alla Pennsylvania. L'accesso al centro di Middletown è stato ritardato fino a dicembre, quando è stato finalmente in grado di attraversare il CH&D al suo deposito. A differenza di CL&N e DL&C, la M&C era dritta e piatta, offrendo una guida fluida e ottenendo un profitto ragionevole. Le entrate non furono sufficienti, tuttavia, per ripagare le obbligazioni e l'M&C entrò in amministrazione controllata nel luglio 1894. I possessori di privilegi contro la proprietà hanno acquistato la linea a pignoramento in ottobre per 335000 $, hanno incorporato la Middletown e la Cincinnati Railroad a dicembre e hanno eletto presidente Sorg.